# Call of Duty 2
Call of Duty 2 là một game bắn súng từ góc nhìn thứ nhất (first-person-shooter) và là phiên bản thứ hai của loạt game Call of Duty. Game do studio Infinity Ward phát triển và được phát hành bởi hãng Activision. Game được ra mắt vào ngày 25 tháng 10 năm 2005 dành cho hệ máy tính cá nhân (PC) và vào ngày 15 tháng 11 năm 2005 trên hệ máy Xbox 360 ở châu Âu, Australia và Bắc Mỹ. Một phiên bản khác được sản xuất cho hệ điện thoại di động, máy tính bỏ túi (Pocket PCs) và điện thoại thông minh (smartphone) được phát hành bởi Konami trên thị trường Nhật Bản. Phiên bản chạy trên các hệ máy PC, Xbox 360 tại Nhật Bản cũng được phát hành vào các ngày 14 tháng 3 năm 2006, và ngày 15 tháng 6 năm 2006.
Game lấy bối cảnh cuộc Chiến tranh thế giới thứ hai, qua sự cảm nhận của những người lính tham gia trên chiến trường, bao gồm một người tham gia trong hàng ngũ Hồng quân Liên Xô, một người thuộc quân lực Hoa Kỳ và hai người thuộc quân đội Anh.
Call of Duty 2 đã nhận được nhiều sự ủng hộ từ công chúng, cũng những đánh giá tích cực từ những nhà phê bình. Phiên bản trên hệ máy Xbox 360 đã bán được 250.000 bản ngay trong tuần đầu tiên, và 1,4 triệu bản đến tháng 10 năm 2006.

## Lối chơi
Người chơi có thể ngồi hoặc bò, để có thể vừa với kích thước của các bức tường thấp và các chướng ngại khác. Đồng thời có thể mang theo hai loại vũ khí, cả những vũ khí bị bỏ lại trên chiến trường, cùng với đó là lựu đạn thông thường và lựu đạn khói. Người chơi có thể sử dụng thước ngắm (iron sight) để ngắm chuẩn xác hơn. Một la bàn được đặt lên ở góc dưới cùng bên tay trái của màn hình, có hiển thị cả đồng đội và kẻ thù, cũng như vị trí các mục tiêu mà người chơi phải đạt được, các khu vực phòng ngự, pháo hay xe tăng của đối phương mà người chơi phải phá hủy. Một số vũ khí cố định như súng máy hay pháo Flak 88 xuất hiện ở một các vị trí để loại trừ quân địch. Trong một số nhiệm vụ, người chơi có thể được điều khiển xe tăng.
Người chơi được trang bị ống nhòm. Trong khi gần như ít được sử dụng trong các tình huống bộ binh hạn chế, nó lại rất cần thiết khi sử dụng pháo 88mm, xe tăng Crusader và trong một số nhiệm vụ, người chơi phải nã pháo trực tiếp vào mục tiêu để giữ một thị trấn. Nó còn cần cho việc dẫn đường trong các nhiệm vụ phải thực hiện đơn lẻ, nhưng các vị trí cận chiến lại làm giảm tầm quan trọng của chiến thuật này.
Khi người chơi chịu tổn thương, màn hình sẽ chuyển sang màu đỏ cùng với nhịp tim đập nghe rất rõ. Điều này cho biết thanh máu của người chơi đã rất thấp và họ phải nhanh chóng kiếm chỗ ẩn nấp, để khôi phục lại lượng máu ban đầu rồi mới quay trở lại chiến trường được. Bằng không họ sẽ bị chết và phải bắt đầu lại từ lần nhớ game gần nhất (last checkpoint). Những vụ nổ do lựu đạn hoặc các thùng chứa nhiên liệu sẽ giết chết người chơi ngay lập tức nếu họ đứng quá gần.

## Phần chơi mạng (multiplayer)
Mỗi máy chủ (server) cho phiên bản chạy trên hệ máy PC có thể hỗ trợ tối đa lên đến 64 người chơi, Trong khi chỉ giới hạn số người chơi ở con số 8 ở hệ máy Xbox 360. Trong phiên bản dành cho hệ máy Xbox 360, người chơi có thể chơi trên hệ thống Xbox Live và được nhận những gói bản đồ (map pack) mới. Có tất cả 13 bản đồ chính thức và 3 trong số đó được tái hiện từ phiên bản Call Of Duty cũ. Ngoài ra, còn có 3 gói bản đồ thêm có tên gọi "Bonus Pack", Skirmish Pack, và "Invasion pack".
Các bản đồ thường tập trung ở Normandy thuộc nước Pháp, Châu Phi và nước Nga. Mỗi đội chơi đều có một số lượng vũ khí nhất định tùy thuộc vào mỗi bản đồ. Người chơi có thể lựa chọn đóng vai lính Mỹ, Hồng quân Liên Xô, quân đội Anh thuộc phe Đồng minh. Phe Trục chỉ có một đại diện là quân phát xít Đức.
Call of Duty 2 có các chế độ chơi khác nhau, bao gồm: Deathmatch, Team Deathmatch (đấu đội), Search & Destroy (tìm và diệt/đặt bom), Capture the Flag và Headquarters (đánh chiếm cứ điểm/cướp cờ và bộ chỉ huy). Phần nhiều trong số đó lấy từ tựa game gốc Call of Duty và bản mở rộng của nó là Call of Duty: United Offensive.

## Phần chơi chiến dịch (campaign)
Call of Duty 2 bao gồm 4 chiến dịch riêng biệt với 3 cốt truyện khác nhau. Người chơi sẽ đóng vai 3 nhân vật khác nhau để theo dõi từng cốt truyện một.

### Chiến dịch của quân Liên Xô
Người chơi sẽ điều khiển Binh nhì Vasili Koslov, một người lính Hồng quân Liên Xô thuộc Sư đoàn Súng trường số 13, đầu tiên sẽ tham gia bảo vệ thủ đô Moskva trước bước tiến của quân Đức. Trong phần tiếp theo, người chơi sẽ tham gia chiến dịch công phá một tòa nhà của quân Đức tại thành phố Stalingrad vào tháng 9 năm 1942. Tiếp đó, người chơi sẽ tiếp tục tấn công các vị trí của quân Đức vào tháng 12 năm 1942 để hoàn thành nhiệm vụ kết nối lại đường dây điện thoại và tái chiếm đường tàu, nhà ga. Nhiệm vụ cuối cùng trong màn chơi bảo vệ Liên Xô là phòng thủ quảng trường thành phố.

### Chiến dịch của quân Anh
Người chơi sẽ đóng vai Trung sĩ John Davis, một người lính Anh thuộc Sư đoàn Thiết giáp số 7. Trong màn đầu tiên tại chiến trường Bắc Phi, người chơi sẽ tham gia một cuộc tấn công chớp nhoáng vào quân Đức, kết thúc bằng việc phá hủy các kho hàng của quân phát xít. Trong phần tiếp theo, người chơi sẽ tham gia bảo vệ một thị trấn trước một lực lượng Đức vượt trội hơn hẳn, phần này kết thúc bằng việc người chơi gọi pháo binh phá hủy các xe tăng của quân Đức. Phần tiếp theo là chiến dịch thứ hai tại El Alamein, người chơi sẽ chiến đấu qua các hầm hào, các ụ súng máy, pháo 88 ly và cuối cùng là đánh chiếm tổng hành dinh của quân Đức. Quân Anh tiếp tục tấn công vào El Daba nhằm chặn đứng lực lượng còn lại của quân Đức ở Ai Cập và phá hủy một số pháo 88 ly. Trong phần mở rộng, người chơi sẽ đóng vai David Welsh - một chỉ huy xe tăng của quân Anh. Trong nhiệm vụ đầu tiên trong 3 chiến dịch ở Toujane thuộc Tunisia, người chơi sẽ bước vào một cuộc đọ súng để giữ một ngôi nhà khi có trong tay một khẩu súng máy và ngồi trên một chiếc xe bọc thép. Sau đó họ phải tách ra và tập kết với một đơn vị khác. Nhiệm vụ cuối cùng của quân Anh là giành quyền kiểm soát quận Caen ở Normandy thuộc nước Pháp.

### Chiến dịch của quân Mỹ
Người chơi sẽ đóng vai Hạ sĩ Bill Taylor, một người lính Mỹ thuộc Tiểu đoàn Biệt kích số 2, tham gia cuộc đổ bộ của quân Đồng Minh vào Normandy vào ngày 6 tháng 6 năm 1944, tấn công bãi biển Pointe du Hoc nhằm phá hủy các khẩu pháo của quân Đức, và giữ bãi biển trước các đợt phản công của quân phát xít trong nhiệm vụ kế tiếp. Sau đó, người chơi sẽ tham gia đánh chiếm một thị trấn gần đó và làm nhiệm vụ bắn tỉa, tiêu diệt các nhóm súng cối trong khi chờ viện binh đến. Chiến dịch thứ hai của quân Mỹ tập trung vào đồi 400, bao gồm việc đánh chiếm thị trấn Bergstein, tấn công khốc liệt vào các boong-ke trên đồi và chống lại các đợt phản công của quân Đức. Trong phần này, người chơi sẽ lại đảm nhận vai trò bắn tỉa để hạ hết các nhóm súng cối của quân Đức, phá hủy các xe thiết giáp và giữ ngọn đồi trước đợt phản công lớn với quân số vượt trội của đối phương. Nhiệm vụ cuối cùng của quân Mỹ là vượt sông Rhine để tiến vào đất Đức. Nhiệm vụ bắt đầu khi người chơi phải đối phó với cơn mưa đạn của quân Đức, bắn yểm trợ trước khi cập bờ sông và sau đó chiến đấu trong một thị trấn. Nhiệm vụ kết thúc sau khi người chơi phá hủy hai chiếc xe tăng Tiger của quân Đức.

### Phần kết
Phần kết là một đoạn video mô tả màn giải cứu đại úy Price từ tay quân Đức của một nhóm quân Mỹ đi kèm với phần giới thiệu những thành viên đã tham gia sản xuất nên cho trò chơi. Sau khi phần giới thiệu kết thúc, cụm từ: "No cows were harmed in the making of this game" (không một chú bò nào bị hại trong quá trình sản xuất game này) xuất hiện, như phiên bản đầu của trò chơi. Đây là sự liên tưởng đến những gia súc chết được nhìn thấy trong phần nhiệm vụ Normandy.

## Đón nhận
Call of Duty 2 được hầu hết người chơi và các nhà phê bình đánh giá cao. Theo Metacritic, phiên bản dành cho hệ máy Xbox 360 được cho điểm cao hơn một chút cho so với phiên bản dành cho mệ máy PC (89/100) so với (86/100). Đồ họa và âm thanh của game cũng được nâng cấp, việc thay thế thanh máu cũ bằng khả năng tự phục hồi của nhân vật sau khi bị thương được những nhà phê bình như GameSpot hay GamePro đánh giá "là một bước tiến lớn". Phần chơi mạng bên phiên bản PC được đánh giá là một bước lùi so với phiên bản Call of Duty: United Offensive.
IGN dành cho phiên bản Xbox 360 điểm 9/10 và gọi đó là một "sự vượt trội". Nhà phê bình Douglass C. Perry thì mồ tả đó là một sản phẩm game xuất sắc, và cho biết phiên bản chạy trên Xbox 360 là một trong những phiên bản có đồ họa tốt nhất thời điểm đó. Ông đã chấm điểm 9.5/10, và gọi hiệu ứng âm thanh của game là thứ "không thể tin được."
Đánh giá của IGN đối với bản dành cho hệ máy PC ít rộng lượng hơn, khi chỉ chấm 8.5/10 điểm. Nhà phê bình Tom McNamara đã rất ấn tượng với đồ hòa cũng như lối chơi của game, mô tả nó rất "xuất sắc" và "mượt mà". Ông còn đánh giá cao âm thanh, nhận đính "nhạc nền của nó thật tuyệt vời, tiếng động của chiến trường vang lên ở khắp nơi, và phần lồng tiếng rất xuất sắc".
Reviewer của GameSpot, Bob Colayco cho phiên bản chạy trên Xbox 360 số điểm là 8.8/10. Ông đã tổng kết đánh giá của mình với nhận định rằng: Call of Duty 2 "mượt mà, đồ họa chi tiết và âm thanh tuyệt vời", cũng như đánh giá cao AI rất thông minh và phong phú trong phần chơi chiến dịch. Ông còn than phiền rằng lối chơi của phần chơi mạng chỉ hỗ trợ 8 người chơi.
Bob Colayco cũng đánh giá phiên bản PC của game và cho 8.8/10 điểm như bản chạy trên Xbox 360. Colayco một lần nữa đánh giá cao phần âm thanh cũng như phần AI.
Call of Duty 2 là một trong những tựa game phổ biến trên hệ máy Xbox 360 với 50.000 bản được tiêu thụ ngay trong tuần đầu tiên. Đã có 77% số người chơi đặt trước game.
Cho đến tháng 6 năm 2006, 1,4 triệu bản trên nền Xbox 360 của game đã được bán ra. Tháng 1 năm 2008, doanh thu đã đạt mốc 2 triệu bản.

## Các khía cạnh gây tranh cãi
Một chương trình quảng cáo trên truyền hình dành cho Call of Duty 2 đã trở thành chủ đề cho một vài tranh cãi trong năm 2006. Theo như người phát ngôn của ASA Donna Mitchell, "khán giả cảm thấy quảng cáo đã đi nhầm hướng bởi vì chất lượng đồ họa quá cao so với game thực. Activision phủ nhận rằng quảng cáo đó là để tạo cố tình tạo nên ấn tượng cho lối chơi của game. Nhận định của họ được đưa ra ngay trong cuộc họp báo ngay sau khi ASA cảnh báo rằng "Đoạn phim chỉ truyền đạt chủ đề của game hơn là tái hiện lối chơi thực của game".

## Các phiên bản khác

### Phiên bản "tổng hợp"
Phiên bản tổng hợp dành riêng cho hệ máy PC được ra mắt vào ngày 25 tháng 10 năm 2005, bao gồm bản game, và một đĩa kèm theo, trong đó ghi lại các cuộc phỏng vấn, quá trình làm game và hướng dẫn thực hiện các nhiệm vụ trong game. 

### Phiên bản dành cho điện thoại di động
Tháng 1 năm 2006, MFORMA cho ra mắt Call of Duty 2 dành cho điện thoại di động. Phiên bản chạy trên máy tính bỏ túi (Pocket PC) và điện thoại thông minh được phát triển bởi Aspyr Media và được phát hành vào tháng 1 năm 2007. Phiên bản trên điện thoại di động chạy trên nền công nghệ 2D. Nó nhận được sự chú ý của IGN, đánh giá cao về độ dài và cốt truyện của game.